# 시너 (영화)
《시너》(영어: Thinner, 홍보용 제목은 영어: Stephen King's Thinner)는 미국에서 제작된 톰 홀랜드 감독의 1996년 신체 공포 영화이다. 로버트 존 버크 등이 출연하였고, 미첼 갤린 등이 제작에 참여하였다.

## 출연진
- 로버트 존 버크
- 조 만테이니아
- 루신다 제니
- 마이클 콘스턴틴
- 카리 워러
- 베서니 조이 렌즈
- 대니얼 본바건
- 하워드 어스킨
- 스티븐 킹
- 샘 프리드
- 피터 멀로니
- 월터 보비
- 타임 윈터스

## 기타 제작진
- 배역: 레너드 핑거
- 미술: 로런스 베넷
- 의상: 하 응우옌